# Luis Suárez Miramontes
Luis Suárez Miramontes, mer känd som Luis Suárez, född 2 maj 1935 i A Coruña, Galicien, Spanien, död 9 juli 2023 i Milano, Italien, var en spansk professionell fotbollsspelare och fotbollstränare, som blev vald till Årets spelare i Europa 1960.
Suárez gjorde 14 mål på 32 landskamper för Spanien. 1961 blev han världens dyraste fotbollsspelare när FC Barcelona sålde honom till Inter för motsvarande 142 000 pund. Han kom att spela 328 matcher och göra 55 mål för Inter. Han spelade även för Deportivo La Coruña, Espanyol och Sampdoria.
Efter spelarkarriären har Luis Suárez varit förbundskapten för spanska landslaget 1988 till 1991. Han har också varit tränare för Inter i tre perioder (1974/75, 1992 och 1995).